# Pik Kurchatova
Pik Kurchatova är en bergstopp i Antarktis. Den ligger i Östantarktis. Australien gör anspråk på området. Toppen på Pik Kurchatova är 2 011 meter över havet.
Terrängen runt Pik Kurchatova är platt åt sydväst, men åt nordost är den kuperad. Trakten är obefolkad. Det finns inga samhällen i närheten.